# Susanne Lundeng
Susanne Merethe Lundeng (* 18. August 1969 in Bodø) ist eine norwegische Folkmusikerin (Geige, Gesang, Komposition). Dem Store norske leksikon zufolge gilt sie als einer der führenden zeitgenössischen Interpreten der Volksmusik Norwegens und bewahrte die Fideltradition von Nordland.

## Leben und Wirken
Lundeng, die in Bodø aufwuchs, begann früh in der Musikschule mit dem Geigenspiel. Sie war nicht nur Teil eines klassischen Jugendorchesters in ihrer Heimatstadt, sondern war auch schon früh in der Bauernjugendgruppe tätig. Über den Volkstanz stieß sie auf lokale Fidelspieler und lernte insbesondere von Dag Vårdal. Parallel dazu hat sie auch bei klassischen Geigern Anleitung erhalten, aber keine höhere formale Musikausbildung absolviert. Sie begann früh, die musikalische Tradition in der Region Salten und Lofoten aufzunehmen (die anders als in Südnorwegen damals noch nicht gesammelt und verschriftet worden war).
1988 nahm sie am Landskappleiken in Bø teil und gewann die B-Klasse; als erste Norwegerin spielte sie dann in der A-Klasse. 1989 wurde sie professionelle Musikerin und begann, landesweit aufzutreten. Mit einer ausdrucksstarken Bühnenpräsenz und ihrem Repertoire erregte sie Aufmerksamkeit insbesondere in Norwegen; es kam zu Fernsehauftritten. Seit 1991 veröffentlichte sie zahlreiche Alben. Später trat sie auch mit ihrer Susanne Lundeng Band und zuletzt mit dem Susanne Lundeng Trio auf und tourte ausgiebig durch Norwegen und international, insbesondere in Großbritannien, Deutschland sowie Korea.
Lundeng arbeitete auch als Solistin mit Sinfonieorchestern wie der Bodø Sinfonietta und Kammermusikensembles; 2009 führte sie das eigens für sie geschriebene Werk Imella von Rolf Wallin für Fidel und Sinfonieorchester auf. Schon früh entstanden Aufnahmen mit Bendik Hofseth, Ole Paus und den amerikanischen Gitarristen David Lindley und Henry Kaiser. Im Susanne Lundeng Trio arbeitet sie mit dem Jazzgitarristen Nils-Olav Johansen und dem Schlagzeuger Erik Nylander. Weiterhin kam es zur Zusammenarbeit mit einer Reihe von Musikern aus verschiedenen Genres wie Halvdan Sivertsen, Bjørn Andor Drage, Sinikka Langeland, Frode Fjellheim, dem MIN-Ensemble, Forsvarets Musikkorps, Cantus, Ylajali, Arvid Engegård, Knut Erik Sundquist, Gjertruds Gypsy Orchestra, Chris Stout, Bugge Wesseltoft, Espen Berg und Håvard Lund.
Lundeng begann früh, neue Volksmusik auf der Grundlage traditioneller Musik aus Nordland zu komponieren; mittlerweile kombiniert sie Stilelemente aus der traditionellen nordnorwegischen Musik mit solchen aus zeitgenössischer Weltmusik und Jazz. 2000 erschien ihr erstes Album mit ausschließlich selbst geschriebenem Material. 2014 komponierte sie für Geige und Streichquartett die Werke für das Soloalbum Et steg ut, das mit dem klassischen Engegårdkvartetten entstand.

## Bedeutung
Lundeng wird als einer der wichtigsten Wissensträger für das Fidelrepertoire und den Volkstanz im nordnorwegischen Nordland angesehen. Neben Annbjørg Lien gilt sie zudem als führende Frau in der Volksmusikszene Norwegens. Beide wurden zu Vorbildern für eine jüngere Generation von Fiedelspielern, sowohl aufgrund ihrer Spielbegabung als auch durch die Medienpräsenz in den 1990er und frühen 2000er Jahren, als fidelspielende Frauen als etwas „Neues“ galten. Beide waren auch wegweisende Musiker, als es darum ging, enge Genregrenzen zu überwinden und eine musikalische Integration im Crossover zu erreichen.

## Preise und Auszeichnungen (Auswahl)
- 1992: Hilmar Alexandersens Musikkpris
- 1992: Nordland fylkes kulturpris
- 1997: Norsk Folkemusikkfonds Folkemusikkpris for 1996
- 2000: Gammleng-Preis (offene Klasse)
- 2004: Europa-Preis für Volkskunst (Alfred Toepfer Stiftung)
- 2005: Nordlysprisen
- 2013: Rff-prisen, Rådet for folkemusikk og folkedans
- 2016 Spellemannprisen (Volksmusik, für das Album 111 Nordlandsslåtter)
- 2020: Kulturpreis der Stadt Bodø

## Diskographie
- 1991: Havella
- 1994: Drag
- 1997: Ættesyn
- 2000: Vals til den Røde Fela
- 2004: Forunderlig Ferd
- 2006: Nattevåk
- 2011: Mot
- 2014: Et steg ut
- 2015: 111 Nordlandsslåtter
- 2018: Det va nære på
- 2019: Kimer I klokker
- 2020: Hold dæ på vingan[3][2]
- 2023: Følge